# Rudolf I. (Baden)

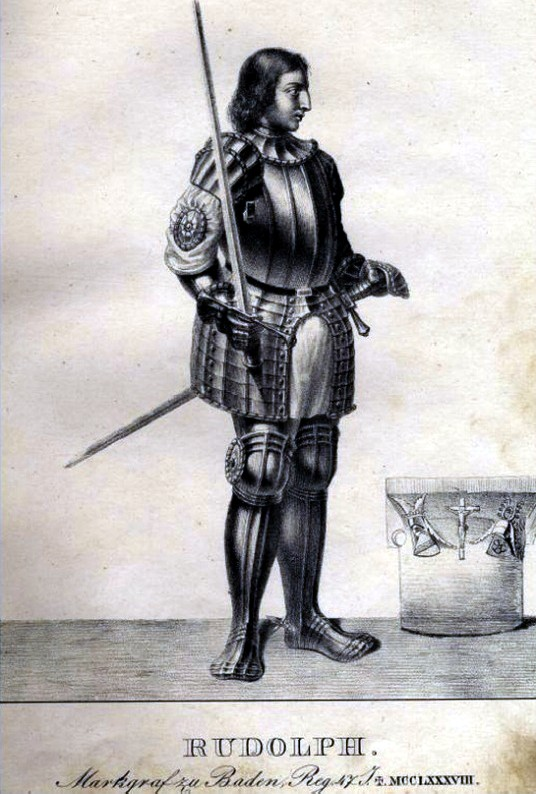
Markgraf Rudolf I. von Baden – (Lithographie ca. 1820)

Markgraf Rudolf I. von Baden (* um 1230; † 19. November 1288) war von 1243 bis 1288 regierender Markgraf von Baden. Aufgrund seiner Gebietserwerbungen wird er in der Literatur auch als der eigentliche Gründer der Markgrafschaft Baden betrachtet.

## Leben
Rudolf war der Sohn Markgraf Hermanns V. von Baden und der Pfalzgräfin Irmengard bei Rhein († 1260), einer Tochter des Pfalzgrafen Heinrichs I. bei Rhein.
Er übernahm zunächst gemeinsam mit seinem Bruder Hermann VI. das väterliche Erbe, bis dieser 1247 nach seiner Einheirat ins österreichische Herzogsgeschlecht nach Österreich zog und Rudolf I. die Alleinherrschaft über die Markgrafschaft Baden überließ. Sein Bruder starb bereits 1250 und sein 1249 geborener Neffe Friedrich wurde 1268 zusammen mit dem letzten Hohenstaufen, Konradin, in Neapel hingerichtet – Rudolf herrschte daher unangefochten in der Markgrafschaft.
Am 5. Oktober 1255 verkauft der Markgraf seinen Hof in Steinheim an der Murr an das neugegründete Kloster Mariental. Dieser Hof bildet den baulichen Grundstock des Klosters.
1257 heiratete Rudolf Kunigunde von Eberstein. Da die Ebersteiner bereits zu dieser Zeit kaum mehr finanzielle Mittel aufbringen konnten, vermachten sie ihm als Mitgift die Hälfte der Burg Alt-Eberstein. Die andere Hälfte wurde ihm von seinem Schwager Otto II. von Eberstein 1283 verkauft. Die Burg war dann im 14. Jahrhundert teilweise Sitz der Markgrafen von Baden.
Im Jahre 1250 begann Rudolf I. mit dem Ausbau des Schlosses Hohenbaden.
Am 23. August 1258 verlieh König Richard von Cornwall auf seine Bitte hin dem Ort Steinbach Stadtrechte.
Die Herren von Weißenstein verkauften ihm 1268 zusammen mit dem Dorf Würm ihre Burg Liebeneck.
Rudolf I. war in viele kriegerische Streitereien mit den Grafen von Württemberg um badische Gebiete und mit dem Bischof von Straßburg wegen der Rheinzölle verwickelt. Erst durch eine spätere Heirat einer der Söhne Rudolfs kam es mit den württembergischen Grafen zur Aussöhnung.
Rudolf I. gilt als Förderer von Kirchen und Klöstern, so gehen das 1250 erbaute Seitenschiff und der Katharinenchor mit seinen berühmten Fresken der Wallfahrtskirche Bickesheim auf ihn zurück. Als Liebhaber von Kunst und Minnesang wurde er von Beppo von Basel als frommer und mildtätiger Mensch gepriesen.
Seine Gebeine ruhen im Kloster Lichtenthal.

## Wappen

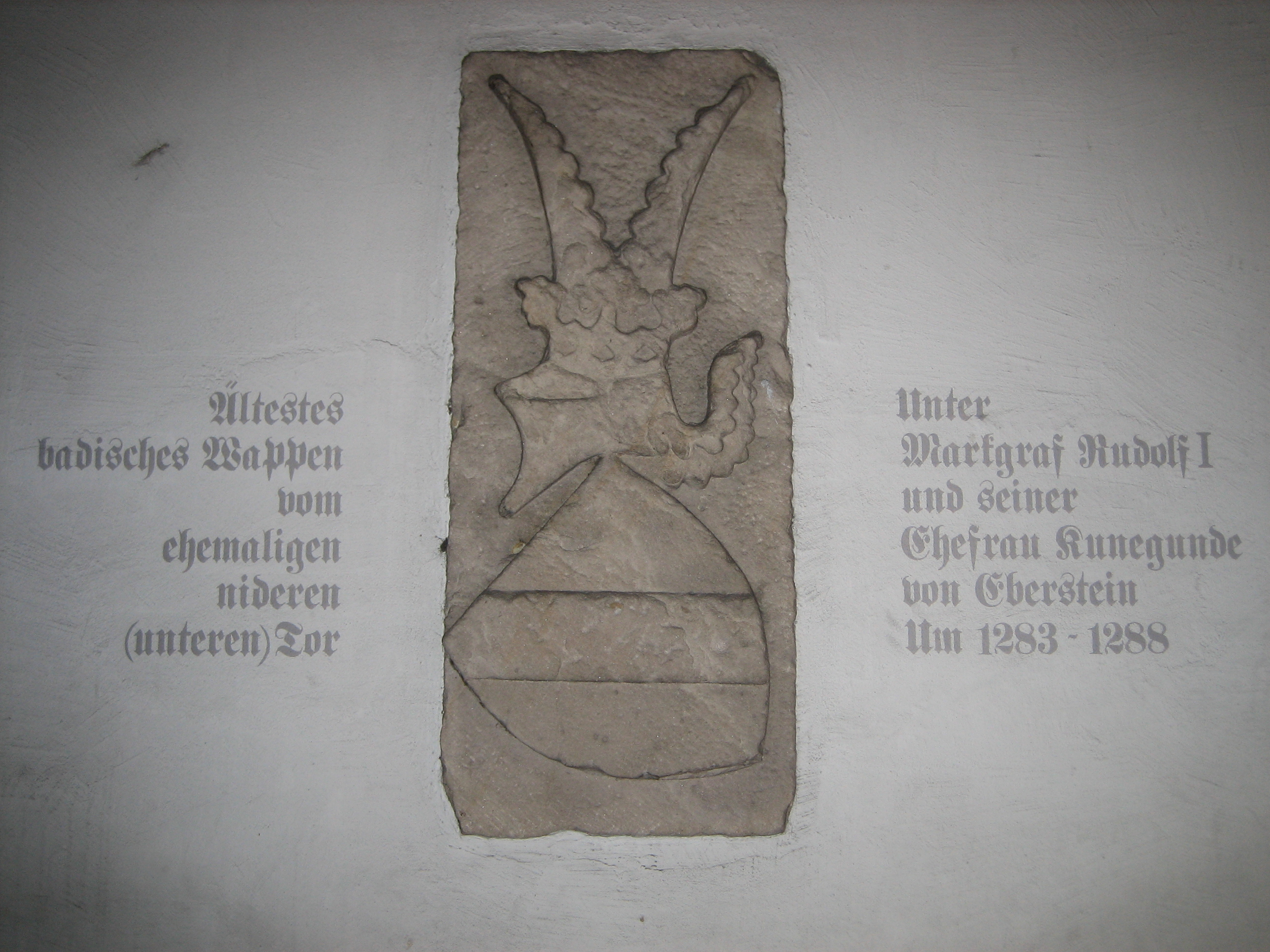
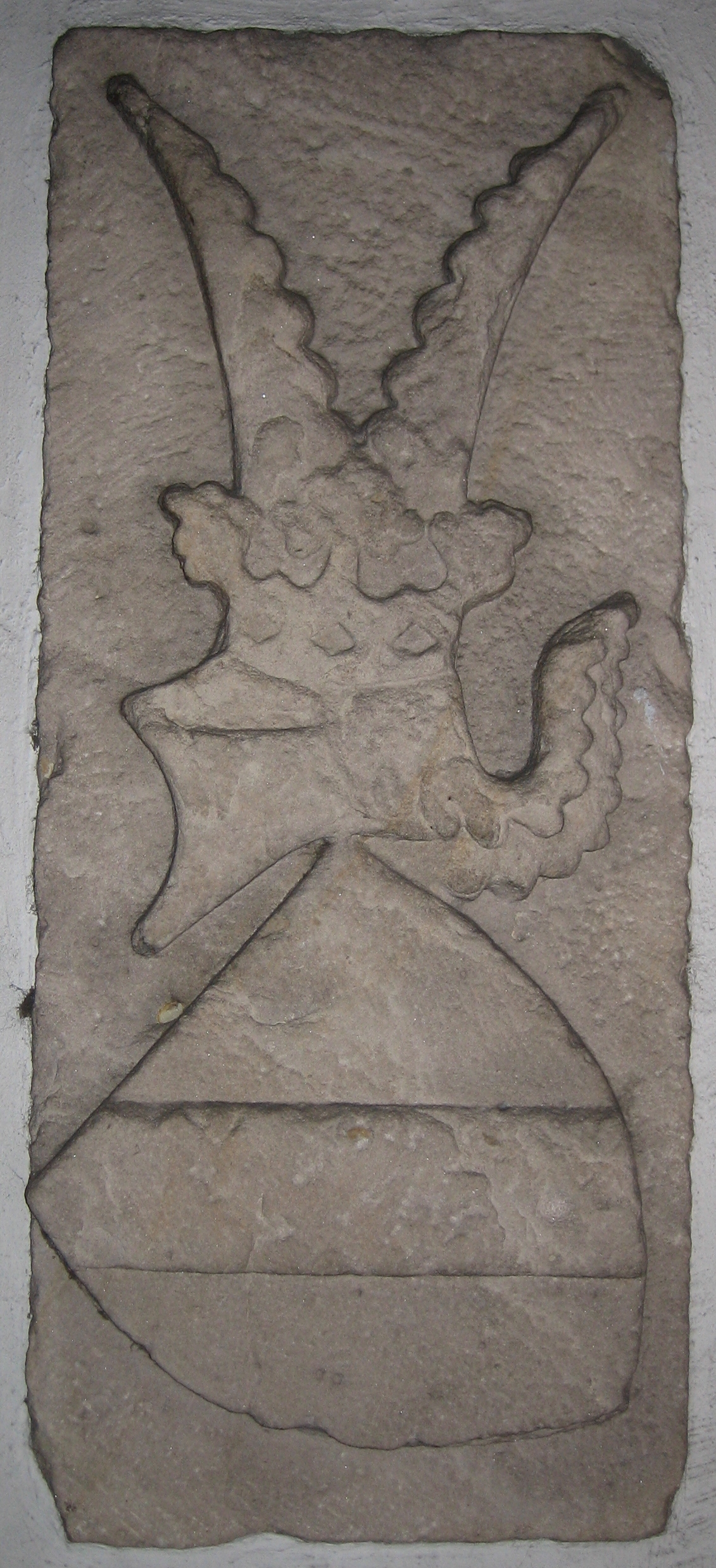

Das älteste bekannte in Stein gehauene badische Wappen befindet sich an einem Haus in Kuppenheim. Dieses Wappen stammt aus der Zeit Rudolf I. (siehe Inschrift). Rechts eine Nahaufnahme.

## Ehe und Nachkommen
Am 20. Mai 1257 heiratete Rudolf I. Kunigunde von Eberstein (* um 1230; † 12. April 1284/90 in Lichtental), die Tochter des Grafen Otto von Eberstein. Aus dieser Ehe gingen folgende Kinder hervor:
- Hermann (* 1266; † 12. Juli 1291); später regierender Markgraf
- Rudolf († 14. Februar 1295)
- Hesso (* um 1268; † 14. Februar 1295)
- Rudolf († 2. Februar 1332)
- Kunigunde (* um 1265; † 22. Juli 1310) ⚭ vor 20. Dezember 1281 Graf Friedrich VI. von Zollern († um 4. Mai 1298); ⚭ 27. März 1293 Graf Rudolf II. von Wertheim
- Adelheid († 18. August 1295); Äbtissin im Kloster Lichtenthal
- Irmengard (* um 1270; † 8. Februar 1320) ⚭ 21. Juni 1296 den Graf Eberhard I. von Württemberg, der Erlauchte (* 13. März 1265 in Stuttgart; † 5. Juni 1325 in Stuttgart)